# Silnice II/224
Silnice II/224 je silnice II. třídy, která vede z Očihova do Vejprt. Je dlouhá 59 km. Prochází jedním krajem a dvěma okresy.

## Vedení silnice

### Ústecký kraj, okres Louny
- Očihov (křiž. I/27, III/2241)
- Podbořany (křiž. II/221, II/226, peáž s II/221, II/226)
- Vysoké Třebušice (křiž. III/2247, III/22412)

### Ústecký kraj, okres Chomutov
- Široké Třebčice (křiž. III/22413, III/22415)
- Račetice (křiž. III/22417, III/22422)
- Pětipsy (křiž. III/2251)
- Vinaře (křiž. II/225, III/22424, III/22425)
- Rokle (křiž. III/22426, III/22427, III/22428)
- Kadaň (křiž. II/568, III/22423, III/1985, peáž s II/568)
- Mikulovice (křiž. III/5681)
- Klášterec nad Ohří (křiž. I/13, III/22316)
- Ciboušov
- Vernéřov (křiž. II/568, III/22430)
- Hradiště
- Nová Víska
- Rusová (křiž. II/223, III/22432, peáž s II/223)
- Kryštofovy Hamry (křiž. II/223, III/21911, III/22433, III/22436, peáž s II/223)
- Vejprty (křiž. II/219, III/2198)